# Oihan Sancet
Oihan Sancet Tirapu (Pamplona, 25 de abril de 2000) é um jogador de futebol espanhol que joga no Athletic Bilbao como meia ofensivo e meia central.

## Títulos
Athletic Bilbao
- Supercopa da Espanha: 2020–21
- Copa del Rey: 2023–24